# Christian Rantzau
Christian Rantzau (né le 23 janvier 1684 à Copenhague, décédé le 16 avril 1771 à Brahesborg) était un noble danois, fonctionnaire et Gouverneur général de Norvège de 1733 à 1739.

## Biographie
Rantzau est le fils du comte Otto Rantzau, et a connu le parcours classique de l'éducation des jeunes nobles de l'époque. En 1709, il semble avoir été employé dans le gouvernement central. De 1711 à 1721, il travaille dans Søetatens Generalkommissariat. En 1731, il est fait chevalier de l'Ordre de l'Elephant, et est nommé gouverneur de la Norvège. 
Il tombe cependant en disgrâce auprès du roi – peut-être en raison ds discordances entre le piétisme du roi Christian VI et le mode de vie de Rantzau. Il est renvoyé de son poste et suspendu de son poste de fonctionnaire.   Mais il fait un dernier retour en 1740 comme gouverneur de Fionie jusqu'à ce qu'il a démissionné en 1760. 